# کمبود جهانی چیپ ۲۰۲۰-اکنون
کمبود جهانی چیپ ۲۰۲۰-اکنون یک بحران ادامه‌دار جهانی است که در آن تقاضا برای مدارهای مجتمع (که اغلب به عنوان چیپ‌های نیم-رسانا شناخته می‌شوند) از عرضه پیشی گرفته و ۱۶۹ صنعت را تحت تأثیر قرار داده‌است. این بحران منجر به افزایش قابل توجه قیمت‌ها، ایجاد صف‌های حاصل از کمبود و بوجود آمدن آربیتراژ در میان مصرف‌کنندگان خودرو، کارت‌های گرافیک، کنسول‌های بازی ویدیویی، کامپیوترها و سایر محصولاتی شد که نیازمند نیم-رساناها بودند. عاملی که اغلب از آن در منابع برای این کمبود یاد شده‌است شامل این موارد اند: پاندمی کووید-۱۹، جنگ تجاری چین-ایالات متحده و چندین حادثه شدید آب و هوایی.